# Strzelno (gmina)
Strzelno – gmina miejsko-wiejska w województwie kujawsko-pomorskim, w powiecie mogileńskim. 
W latach 1975–1998 gmina położona była w województwie bydgoskim. Do 1954 r. miasto Strzelno i 2 gminy: Strzelno-Północ i Strzelno-Południe.
Siedziba gminy to Strzelno.
Według danych z 30 czerwca 2004 gminę zamieszkiwało 12 298 osób.

## Edukacja
- szkoły podstawowe:
  - Szkoła Podstawowa im. Gustawa Zielińskiego w Markowicach
  - Szkoła Podstawowa im. Alberta Abrachama Michelsona w Strzelnie
  - Szkoła Podstawowa z Oddziałami Dwujęzycznymi im. Jana Dałkowskiego w Strzelnie[3]

## Struktura powierzchni
Według danych z roku 2002 gmina Strzelno ma obszar 185,28 km², w tym:
- użytki rolne: 66%
- użytki leśne: 25%

Gmina stanowi 27,41% powierzchni powiatu.

## Ochrona przyrody
Na terenie gminy znajduje się leśny rezerwat przyrody Ostrowo.

## Demografia

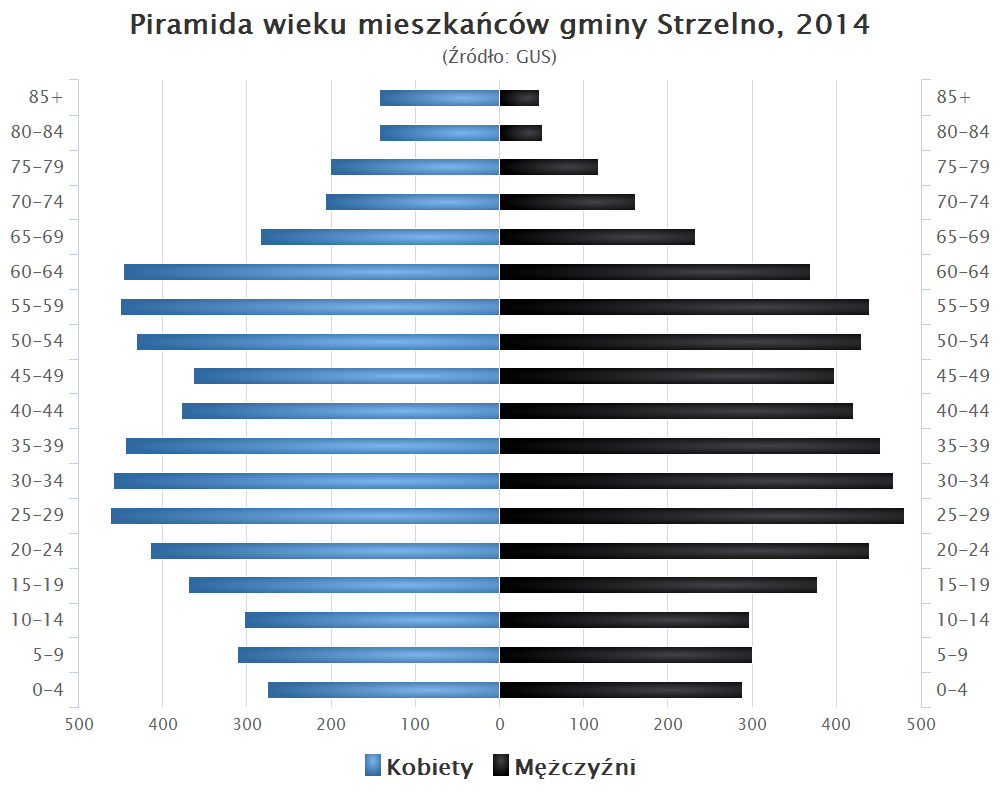
Piramida wieku mieszkańców gminy Strzelno w 2014 roku

Dane z 30 czerwca 2004:
| Opis                              | Ogółem | Ogółem | Kobiety | Kobiety | Mężczyźni | Mężczyźni |
| --------------------------------- | ------ | ------ | ------- | ------- | --------- | --------- |
| jednostka                         | osób   | %      | osób    | %       | osób      | %         |
| populacja                         | 12 298 | 100    | 6267    | 51      | 6031      | 49        |
| gęstość zaludnienia (mieszk./km²) | 66,4   | 66,4   | 33,8    | 33,8    | 32,6      | 32,6      |

## Zabytki
Wykaz zarejestrowanych zabytków nieruchomych na terenie gminy:
- dwór z końca XIX w. w miejscowości Bronisław, nr A/452/1 z 20.07.1995 roku
- zespół dworski z drugiej połowy XIX w. w Górkach, obejmujący: dwór z lat 1863-1867; park; zabudowania folwarczne z końca XIX w., nr 145/A z 15.06.1985 roku
- zespół klasztorny karmelitów trzewiczkowych w Markowicach, obejmujący: kościół pod wezwaniem Nawiedzenia Najświętszej Maryi Panny z przełomu XVII-XVIII; klasztor z 1767, nr A/804/1-2 z 25.10.1990 roku
- drewniany wiatrak koźlak z 1803 roku w Ostrowie, nr A/183 z 14.06.2004 roku
- kościół parafii pod wezwaniem św. Rocha z lat 1878-1882; plebania z lat 1845-1847 w Rzadkwinie, nr A/845/1-2 z 31.05.1996 roku
- zespół dworski z drugiej połowy XIX w. w Rzadkwinie, obejmujący: dwór; park, nr A/422/1-2 z 14.09.1994 roku
- kościół norbertanek, obecnie parafii pod wezwaniem Świętej Trójcy z przełomu XII/XIII w. w Strzelnie, nr A/827 z 16.05.1963 roku
- kościół pod wezwaniem św. Prokopa z poł. XII w. w Strzelnie, nr A/867 z 09.03.1933 roku.

## Sąsiednie gminy
Inowrocław, Janikowo, Jeziora Wielkie, Kruszwica, Mogilno, Orchowo